# Reinhard Nowak

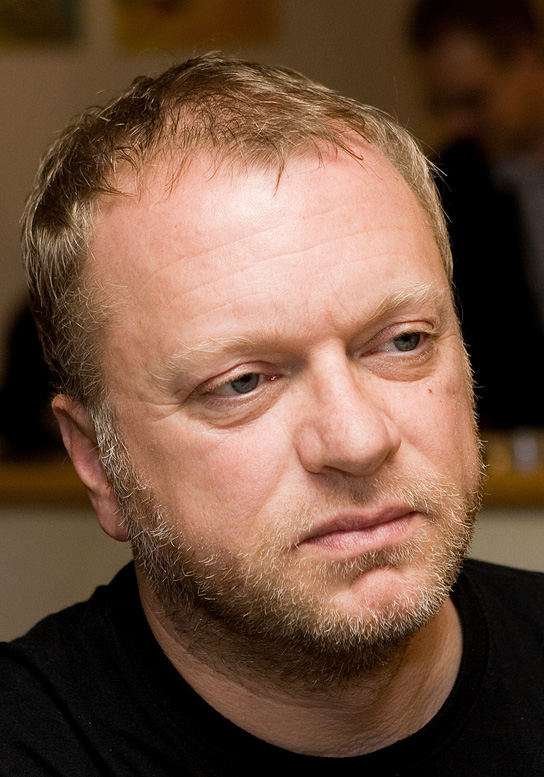
Reinhard Nowak (2008)

Reinhard Nowak (* 28. April 1964 in München) ist ein österreichischer Kabarettist und Schauspieler.

## Leben
Reinhard Nowak begann seine kabarettistische Laufbahn bei der Kabarettgruppe Schlabarett. Dort spielte er zwischen 1985 und 1991 neben Alfred Dorfer, Roland Düringer und Andrea Händler. 1996 startete er eine Kabarett-Solokarriere, wirkte im Ensemble des Kabarett Simpl mit und agierte mit anderen Schauspielern in Gruppen-Kabaretts. Später wurde er durch Fernsehfilme und Kinohits auch einem breiteren Publikum bekannt.  2011 nahm er an der ORF-Show Dancing Stars teil und schied in der 4. Runde mit seiner Partnerin Kelly Kainz aus.

## Kabarett
Die Jahreszahlen entsprechen dem Jahr der Premiere.
- 1985: Atompilz von links (Schlabarett)
- 1988: Planlos (Schlabarett)
- 1991: Muttertag (Schlabarett)
- 1995: Kaisermühlen Blues Folge 13 – Der Held von Kaisermühlen
- 1996: Einer muss der Nowak sein
- 1999: Der Nowak-Report
- 2002: Hätti wari wäri (Simpl-Ensemble)
- 2004: Sport
- 2005: 4 nach 40 (zusammen mit drei anderen Kabarettisten/Schauspielern)
- 2007: Angst
- 2010: Mama
- 2012: JUCHUU! 30 Jahre NOWAK
- 2012: Flotter 4er (gemeinsam mit Heilbutt und Rosen)
- 2014: Helden für nix (gemeinsam mit Christoph Fälbl)
- 2015: Das Wunder Mann (Buch: Helmuth Vavra und Berthold Foeger, Regie: Leo Bauer)
- 2017: Commissario Nowak
- 2019: Voll am Start! (gemeinsam mit Roman Gregory)
- 2021: Endlich!

## Fernsehen
- 1996–2000: Kaisermühlen-Blues (Fernsehserie, 39 Folgen)
- 1997: Stockinger (Fernsehserie, Folge Spuren in den Tod)
- 1995–1997: Die kranken Schwestern (Fernsehserie, 2 Folgen)
- 1998–2001: MA 2412 (Fernsehserie, 2 Folgen)
- 1999: Aus heiterem Himmel (Fernsehserie, Folge Masal Tow!)
- 2000: Der Pfundskerl (Fernsehserie, Folge 1)
- 2001–2002: Dolce Vita & Co (Fernsehserie, 20 Folgen)
- 2001, 2002: Kommissar Rex (Fernsehserie, verschiedene Rollen, 2 Folgen)
- 2002: August der Glückliche
- 2005: Zwei Weihnachtshunde
- 2005: Lauras Wunschzettel
- 2006: Mutig in die neuen Zeiten: Nur keine Wellen
- 2007: Muttis Liebling (Fernsehfilm)
- 2007: Die liebe Familie (Fernsehserie, 6 Folgen)
- 2007: tschuschen:power (Fernsehserie, eine Folge)
- 2007: Vier Frauen und ein Todesfall (Fernsehserie, Folge Zugeschüttet)
- 2008: Mutig in die neuen Zeiten: Alles anders
- 2008: SOKO Donau (Fernsehserie, Folge Der Augenzeuge)
- 2009–2012: Die Lottosieger (Fernsehserie, 30 Folgen)
- 2016: Zum Brüller! – Der Komedy Klub (Fernsehserie, 9 Folgen)
- 2015–2017: SuperNowak
- 2018: CopStories Staffel 3 Folge „Haaße Luft“ als Herr Maly
- 2022: Landkrimi – Steirergeld (Fernsehreihe)
- 2024: 80 Plus (Alternativtitel Toni und Helene)
- 2024: Schnell ermittelt (Fernsehserie, Folge Rudolf Faden)

## Film

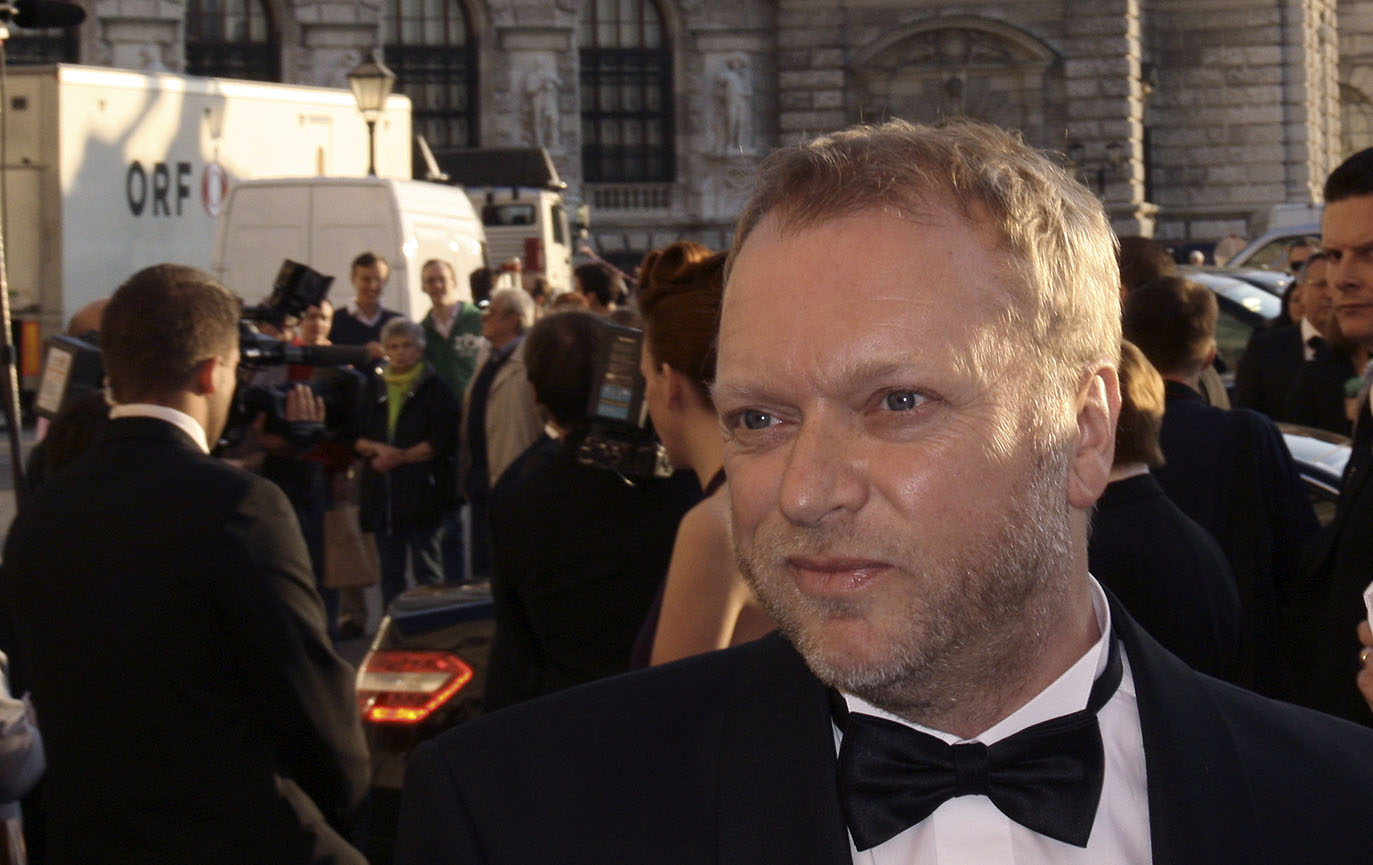
Reinhard Nowak (2010)

- 1992: Muttertag – Die härtere Komödie, Regie: Harald Sicheritz, mit Alfred Dorfer, Roland Düringer, Andrea Händler, Eva Billisich
- 1995: Lovers, Regie: Xaver Schwarzenberger
- 1995: Schnellschuß, Regie: Thomas Roth
- 1995: Freispiel, Regie: Harald Sicheritz, mit Alfred Dorfer, Lukas Resetarits
- 1996: Schwarzfahrer, Regie: Nikolaus Leytner
- 1996: Autsch!!!, Regie: Paul Harather
- 1997: Qualtingers Wien, Regie: Harald Sicheritz
- 1997: Hinterholz 8, Regie: Harald Sicheritz, mit Roland Düringer, Nina Proll
- 1998: Das Siegel, Regie: Xaver Schwarzenberger
- 1999: Fink fährt ab, Regie: Harald Sicheritz
- 1999: Wanted, Regie: Harald Sicheritz, mit Alfred Dorfer, Michael Niavarani
- 2001: Komm, süßer Tod, Regie: Wolfgang Murnberger, mit Josef Hader
- 2001: Ene mene muh – und tot bist du, Regie: Houchang Allahyari
- 2002: Poppitz, Regie: Harald Sicheritz, mit Roland Düringer
- 2003: MA2412 – Die Staatsdiener
- 2004: Antares, Regie: Götz Spielmann
- 2006: Jenseits, Regie: Stefan Müller
- 2013: Adam
- 2015: Blockbuster – Das Leben ist ein Film, Regie: Vlado Priborsky
- 2017: Siebzehn, Regie: Monja Art
- 2017: Das kleine Vergnügen, Regie: Julia Frick